# Alelopatia

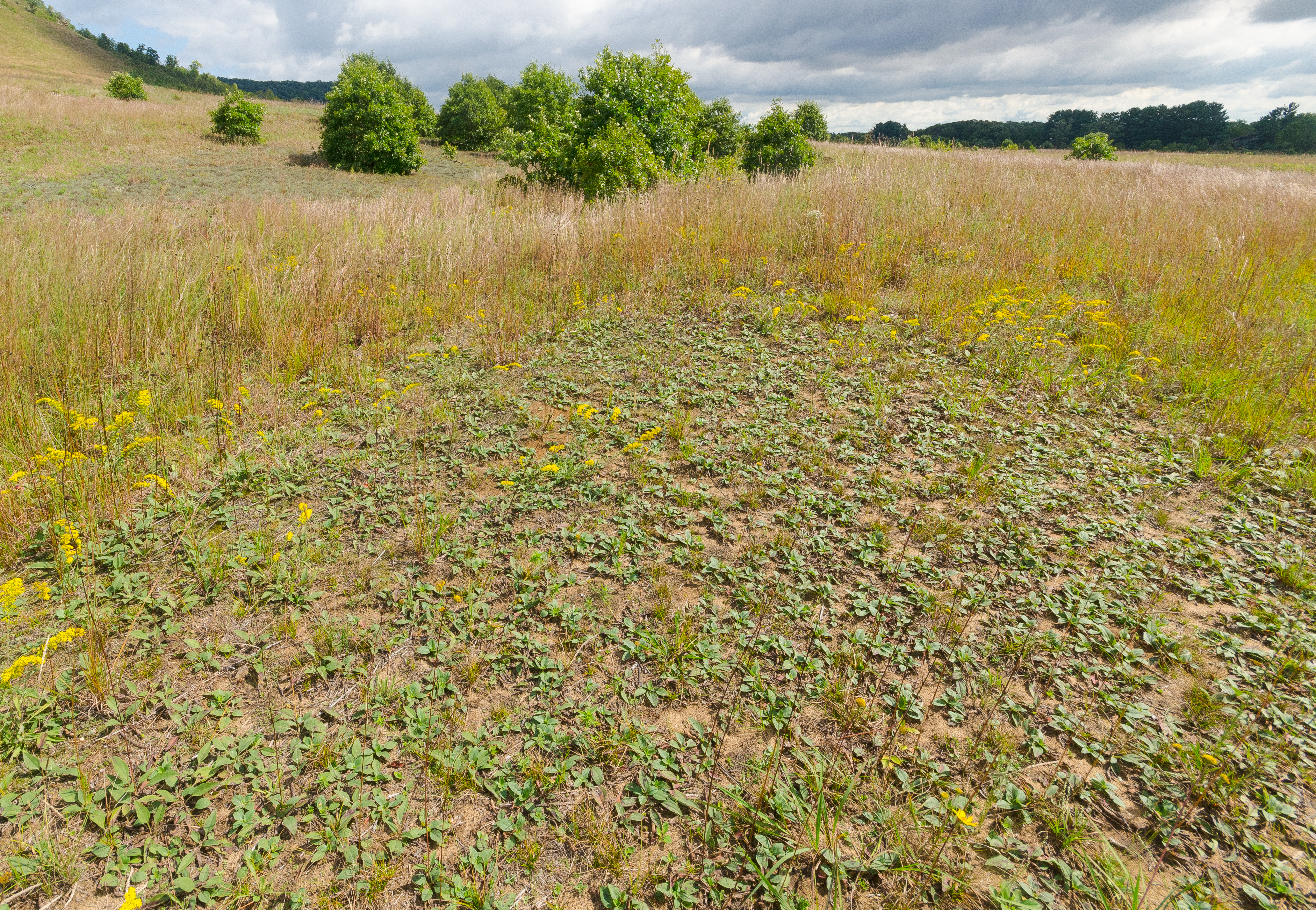
Alelopatia de Helianthus, inibindo o crescimento de outras plantas no local

Alelopatia é um processo que envolve metabólitos secundários produzidos por plantas que influenciam o crescimento e desenvolvimento de sistemas biológicos.
O termo é usado para se referir à capacidade de algumas plantas de causar benefícios ou efeitos nocivos, diretos ou indiretos, sobre outras plantas, ou de uma planta sobre um microrganismo (fungos, bactérias) ou inseto, como resultado da liberação de substâncias no meio ambiente ou compostos químicos chamados alelopáticos, que são produzidos pelas plantas e que atuam como repelentes, atrativos, estimulantes e inibidores.

## Etimologia
O termo alelopatia origina da união das palavras gregas allélon (mútuo) e pathos (prejuízo).

## Histórico do Conceito
Embora a alelopatia seja uma ciência recente, o primeiro registro de um efeito alelopático foi relatado no século V a.C. por Demócrito, que se referiu à ação inibitória causada por algumas plantas sobre outras. Mais tarde, Teófato (300 a.C.), discípulo de Aristóteles, observou que Cicer arietinum L. (grão-de-bico) não permitia que outras plantas se estabelecessem no solo, além de afetar o desenvolvimento de plantas invasoras, entre outros diversos registros. Apesar das evidências, foi somente em 1937 que o termo “alelopatia” foi criado pelo pesquisador Hans Molisch, descrito como “a capacidade das plantas de produzir substâncias químicas que, quando liberadas no ambiente de outras, influenciam seu desenvolvimento favorável ou desfavoravelmente”.
No Brasil, em um dos primeiros estudos realizados, Almeida (1993) identificou potencialidades alelopáticas nas gramíneas forrageiras Brachiaria decumbens, Brachiaria humidicola e Brachiaria brizantha cv. Marandu em níveis que possibilitaram reduções expressivas na germinação de diferentes plantas.

## Síntese de compostos
As plantas produzem e estocam grande número de produtos do metabolismo secundário, também denominados de aleloquímicos, os quais são posteriormente liberados para o ambiente. Tais compostos são originários do metabolismo secundário e sua produção é regulada por diversos fatores ambientais, como temperatura, intensidade luminosa, disponibilidade de água e nutrientes, textura do solo e microrganismos presentes.
A produção e o acúmulo de aleloquímicos podem ocorrer em diferentes partes da planta como raiz, caule, folha, flor e fruto, com tendência ao acúmulo nas folhas. A liberação desses compostos secundários ocorre por meio de processos como exsudação radicular, lixiviação dos tecidos, volatilização de compostos aromáticos e decomposição de resíduos.

## Efeitos

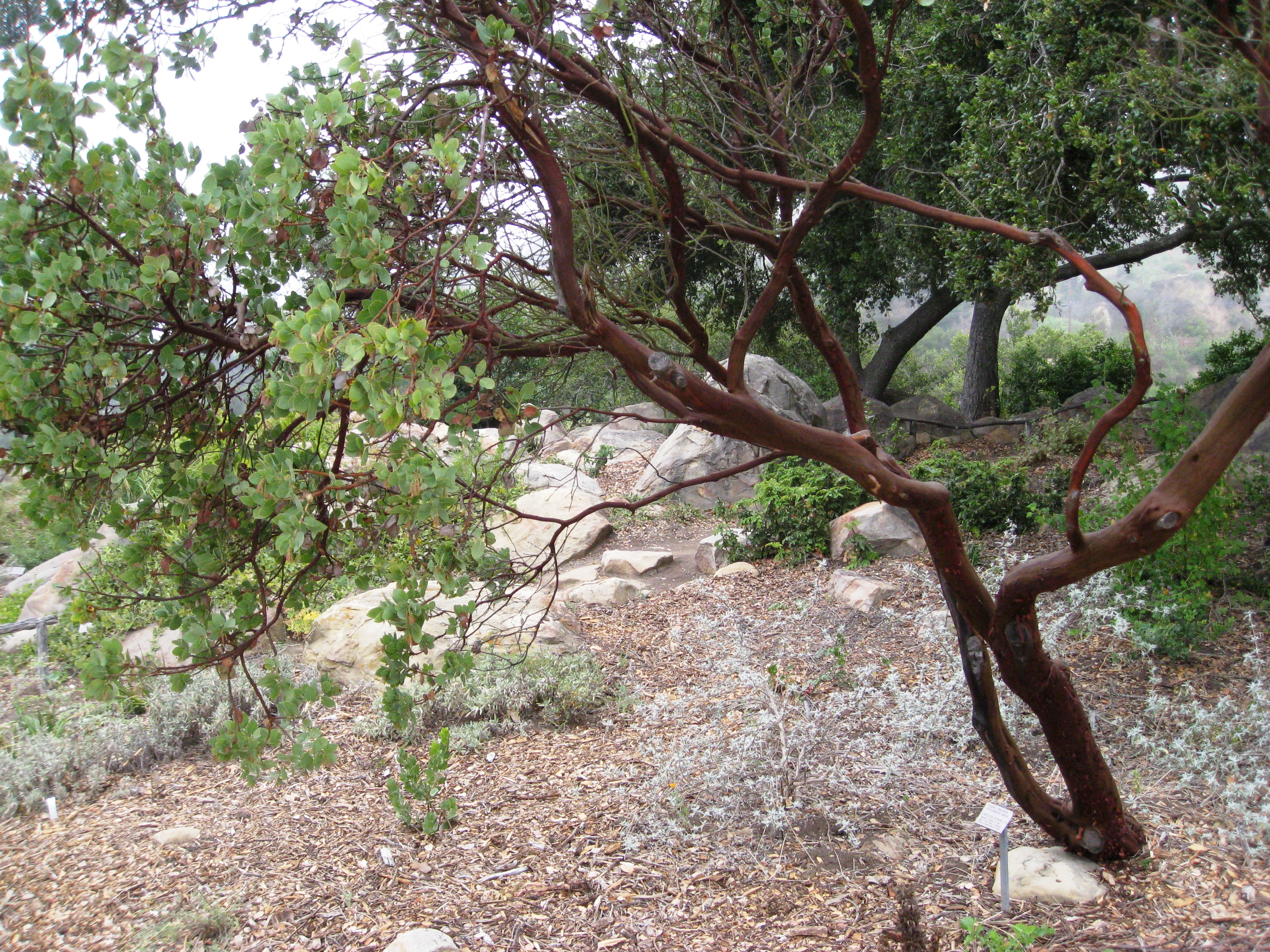
Inibição do crescimento de plantas embaixo do arbusto de Arctostaphylos.

Os aleloquímicos poderão afetar o crescimento, prejudicar o desenvolvimento normal e até mesmo inibir a germinação de outras espécies. O modo de ação dos aleloquímicos pode ser dividido em ação direta, onde o aleloquímico liga-se às membranas da planta receptora ou penetra nas células, interferindo diretamente no seu metabolismo, e ação indireta, onde pode-se incluir alterações nas propriedades do solo, de suas condições nutricionais e das alterações de populações e/ou atividade dos microorganismos.

### Efeitos entre plantas
Os efeitos alelopáticos entre as plantas são causados pelos exsudatos, aromas ou substâncias amargas secretadas pelas raízes, folhas, flores, sementes e cascas das plantas, que, dependendo da espécie vegetal associada ou intercalada, provocam efeitos benéficos ou negativos neles, que podem afetar a germinação de sementes, o crescimento e desenvolvimento de plantas, a produção agrícola, e o sabor das hortaliças obtidas.
Certas espécies podem apresentar forte alelopatia entre seus próprios indivíduos, como método para promover a diversidade biológica nos ambientes naturais. Este fenômeno perturba a condução de culturas perenes, como frutíferas, quando conduzidas por muitos anos com a mesma espécie na mesma área, isto é, quando o pomar perde produtividade e é substituído por outras plantas da mesma espécie. Mudar a variedade plantada normalmente não é suficiente para evitar a alelopatia e causa declínio no rendimento do pomar. A utilização de plantas companheiras tem sido usada com sucesso para minimizar o efeito alelopático em áreas cultivadas por períodos muito longos com a mesma espécie. As companheiras também podem ter papel na fertilização do solo ou como alternativa de renda para o produtor fora do período de colheita da cultura principal.

### Efeitos em insetos e microrganismos
As substâncias alelopáticas secretadas por algumas plantas podem influenciar os insetos afetando seu comportamento sexual; atuam como sinais ou como mensageiros dissuasores, causando efeitos anti-alimentares, repulsivos ou tóxicos ou atrativos (plantas armadilha). Podem também influenciar a presença, atração, ausência ou rejeição de microrganismos.

## Uso na agricultura
A aplicação de aleloquímicos na agricultura tem sido uma alternativa promissora e sustentável ao uso de agrotóxicos como herbicidas e inseticidas, reduzindo o uso e mitigando os impactos negativos associados ao uso excessivo de herbicidas sintéticos. A compreensão dos mecanismos de produção e liberação de aleloquímicos pelas plantas, aliada aos avanços na pesquisa de bioherbicidas, destaca-se como uma abordagem eficaz para o manejo integrado de plantas invasoras. O uso de espécies vegetais com potencial alelopático, como fonte de bioherbicidas, não só contribui para a preservação do meio ambiente e dos recursos naturais, mas também promove a produção agrícola sustentável, em linha com a crescente demanda por alimentos saudáveis e livres de resíduos de agrotóxicos.

O cafeeiro é um exemplo de planta com um grande arsenal químico, no qual a xantina cafeína é a principal substância. Muitas xantinas são poderosas inibidoras do crescimento e podem acumular-se no solo junto aos cafeeiros, sendo inclusive fitotóxicas a radículas de plantas jovens da própria espécie. Esta substância, como outras xantinas associadas, são poderosos aleloquímicos naturais, que controlam o desenvolvimento de invasoras dos cafezais.